# Maria Reynolds
Maria Reynolds (* 30. März 1768 als Maria Lewis; † 25. März 1828) war die Ehefrau von James Reynolds und zwischen 1791 und 1792 die Geliebte von Alexander Hamilton. Sie war Protagonistin in Amerikas erstem politischen Sex-Skandal. Seit der Veröffentlichung des Reynolds Pamphlets (1797) war die Reynolds-Hamilton-Affäre Gegenstand vielfältiger Untersuchungen.

## Leben
Maria Lewis war die Tochter von Susanna Van Der Burgh und deren zweitem Ehemann Richard Lewis. Sie hatte einen Halbbruder, Col. Lewis DuBois, und fünf weitere Geschwister. Die beiden älteren Schwestern Susanna und Sara lebten bis ins Erwachsenenalter.
Die Familie Lewis scheint nicht reich gewesen zu sein: Richard Lewis war ein Händler und/oder Arbeiter und konnte seine eigene Unterschrift nicht schreiben. Susanna Van Der Burgh Lewis konnte hingegen ihren Namen schreiben, Maria Lewis lernte Lesen und Schreiben, wuchs aber sonst ziemlich ungebildet auf.
Am 28. Juli 1783 heiratete sie im Alter von 15 Jahren James Reynolds, der im Amerikanischen Unabhängigkeitskrieg in der Kommissarabteilung gedient hatte und mehrere Jahre älter als Maria Lewis war. Das Paar hatte die gemeinsamen Tochter Susan, die am 18. August 1785 geboren wurde.

## Hamilton-Reynolds-Affäre
Zu einem unbestimmten Zeitpunkt vor 1791 zog James Reynolds mit seiner Familie von New York nach Philadelphia. Im Sommer 1791 besuchte die 23-jährige Maria Alexander Hamilton in seiner Residenz in Philadelphia und bat ihn um Hilfe. Sie behauptete, ihr Ehemann habe sie böswillig verlassen. Aufgrund seines politischen Amtes könne Hamilton ihre Rückkehr nach New York ermöglichen. Hamilton willigte in ein Treffen am selben Abend ein, um ihr das Geld für den Umzug zu geben. Als Hamilton im Gästehaus ankam, führte sie ihn in ihr Hotelzimmer. Laut Hamilton „folgte ein Gespräch, bei dem schnell klar wurde, dass ein anderer nichtfinanzieller Trost akzeptabel wäre“. Damit begann die sogenannte „Hamilton-Reynolds-Affäre“.
Im Sommer und Herbst 1791 ging die Affäre weiter, während sich Hamiltons Frau Eliza mit ihren Kindern zu Besuch bei ihren Eltern in Albany aufhielt. Kurz nach dem Anfang der Affäre informierte Maria Reynolds Hamilton darüber, dass ihr Ehemann Versöhnung mit ihr gesucht und sie zugestimmt habe, die Affäre zu beenden. Darauffolgend erreichte sie ein Vorstellungsgespräch für ihren Ehemann, der sich bei Hamilton um eine Stelle im Finanzamt bewarb, jedoch abgelehnt wurde. Nachdem Hamilton deutlich zeigte, dass er die Affäre beenden wolle, schickte Maria Reynolds ihm am 15. Dezember 1791 einen Brief, in dem sie ihn vor ihrem Ehemann warnte, der die Affäre angeblich aufgedeckt habe und nun voller Wut sei:

“I have not time to tell you the cause of my present troubles only that Mr. Reynolds has wrote you this morning and I know not whether you have got the letter or not and he has swore that if you do not answer it or if he does not see or hear from you today he will write Mrs. Hamilton he has just gone out and I am alone I think you had better come here one moment that you may know the cause then you will the better know how to act Oh my God I feel more for you than myself and wish I had never been born to give you so much unhappiness do not write to him no not a line but come here soon do not send or leave any thing in his power.”

„Ich habe keine Zeit, Ihnen die Ursache für meine gegenwärtigen Probleme zu erzählen, nur, dass Mr. Reynolds Ihnen heute Morgen geschrieben hat und ich nicht weiß, ob Sie den Brief erhalten haben oder nicht, und er geschworen hat, dass, sollten Sie nicht antworten oder sollte er heute nicht von Ihnen hören oder sehen, er Mrs. Hamilton schreiben werde. Er ist gerade ausgegangen und ich bin allein, ich denke, Sie sollten lieber einen Moment hierher kommen, sodass sie die Gründe besser verstehen und somit besser wissen, wie Sie handeln sollten. Oh mein Gott, ich fühle mehr für Sie als für mich selbst und ich wünschte, ich wäre niemals geboren worden, um Sie so unglücklich zu machen. Schreiben Sie ihm nicht, keine Zeile, aber kommen Sie bald hierher. Schicken Sie nichts und lassen Sie nichts unter seine Kontrolle kommen.“

Vom 15. bis zum 19. Dezember 1791 schickte Reynolds Hamilton Drohbriefe und nach einem persönlichen Treffen forderte er eine einmalige Entschädigung von 1000 $. Hamilton willigte ein und gab Reynolds die geforderte Summe und brach die Affäre ab, wie er es sich seit einiger Zeit gewünscht hatte. Am 17. Januar 1792 schrieb Reynolds Hamilton und lud ihn ein, die Treffen mit seiner Frau wieder aufzunehmen. Maria Reynolds, die höchstwahrscheinlich von ihrem Ehemann manipuliert wurde, begann ebenfalls wieder an Hamilton zu schreiben, wenn ihr Mann nicht zuhause war, und versuchte ihn weiterhin zu verführen. Nach jedem dieser Briefwechsel schrieb Reynolds Hamilton mit Verweis auf ihre vermeintliche Freundschaft, worauf Hamilton ihm jeweils 30 bis 40 $ zukommen ließ. Im Juni 1792 sendete Hamilton sein letztes „Darlehen“ von 50 $ an James Reynolds. Die Affäre endete möglicherweise zur selben Zeit.
Im November 1792 wurde James Reynolds, nachdem er illegal die Renten- und Nachzahlungsansprüche von Soldaten des Unabhängigkeitskrieges gekauft hatte, wegen Fälschung zusammen mit seinem Partner Jacob Clingman inhaftiert. Reynolds schrieb Hamilton, der sich weigerte zu helfen und auch Marias Briefe und Forderungen nach weiteren Zahlungen zurückwies. Clingman informierte Hamiltons Demokratisch-Republikanische Rivalen, dass Reynolds Informationen gegen Hamilton habe. James Monroe, Frederick Muhlenberg und Abraham Venable besuchten Reynolds im Gefängnis, wo Reynolds auf ein nicht näher bezeichnetes öffentliches Fehlverhalten von Hamilton hinwies, dessen Details er nach seiner Entlassung aus dem Gefängnis offenzulegen versprach, nur um unmittelbar nach seiner Freilassung am 12. Dezember 1792 zu verschwinden. Die Kongressabgeordneten befragten außerdem Maria, die die Vorwürfe gegen Hamilton bestätigte.
Am 15. Dezember 1792 besuchten Monroe, Venable und Muhlenberg Alexander Hamilton mit den gesammelten Beweisen, mit denen sie ihn konfrontierten. Voller Angst, dass ein Skandal seine Karriere zerstören könnte, gab Hamilton die Affäre mit Maria Reynolds zu. Mit den Briefen von Maria Reynolds und ihrem Mann versuchte er zu beweisen, dass seine Zahlungen mit der Erpressung durch Reynolds wegen seines Ehebruchs zu tun hatte, nicht mit einem Fehlverhalten bezüglich der Staatskasse. Außerdem sollen die Informationen privat gehalten werden, da Hamilton keines öffentlichen Fehlverhaltens schuldig war. Die Kongressmänner stimmten zu, obwohl Monroe Kopien der Briefe machte und sie Thomas Jefferson zuschickte. John Beckley machte ebenfalls Kopien des Schriftverkehrs.
Clingman erklärte am 1. Januar 1793 gegenüber Monroe, Maria Reynolds habe behauptet, die Affäre sei als Deckung für das Spekulationsgeschäft erfunden worden. Der Brief von Oberst Jeremiah Wadsworth an Hamilton vom 2. August 1797 berichtet jedoch, wie Maria während der Haft von Reynolds im November bis Dezember 1792 sowohl bei Wadsworth als auch bei Generalgouverneur Thomas Mifflin einen Antrag auf Haftentlassung ihres Ehemanns gestellt habe. Bei einem Versuch, die beiden zu überzeugen, ihr zu helfen, erzählte Maria spontan von ihrer ersten Begegnung mit Hamilton und der darauffolgenden „amour“. Ihre Beschreibung glich dabei der von Hamilton im ersten Entwurf des Reynolds Pamphlet vom Juli 1797 (vor Wadsworths Brief) und der gedruckten Version, ebenfalls im Juli 1797, sowie in James Reynolds erstem Brief an Hamilton.
Der Historiker Tilar J. Mazzeo stellte die These auf, dass es die Affäre nie gegeben habe, sondern der Versuch der Vertuschung eines Finanzskandals gewesen sei. Hamilton legte nur die Kopien von Marias Briefen vor, obwohl die Zeitungen und Maria vorschlugen, ein Handschriftenprobe zum Vergleich vorzulegen. Hamilton behauptete, dass sich die Briefe bei einem seiner Freunde befänden, der jedoch behauptete, diese nie gesehen zu haben. Dies könnte darauf hindeuten, dass die Briefe gefälscht waren. Journalisten wiesen außerdem darauf hin, dass in Marias Briefen lange und komplexe Wörter richtig geschrieben waren, während einfache Wörter in einer Art und Weise falsch geschrieben waren, die unsinnig scheint; der Biograf Julian P. Boyd sagte, die Briefe könnten zeigen, wie ein gebildeter Mann glaubte, dass die Liebesbriefe einer ungebildeten Frau aussehen würden.

## Scheidung und zweite Ehe
1793 nahm Maria die Hilfe von Aaron Burr in Anspruch und beantragte erfolgreich die Scheidung von Reynolds. Vor ihrer Scheidung lebte sie mit Jacob Clingman zusammen, den sie später heiratete und der im November 1792 zusammen mit ihr verhaftet wurde. Sie ließ sich in Alexandria (Virginia) nieder.

## DasReynolds Pamphletund die Folgen
Im Sommer 1797 veröffentlichte der Journalist James T. Callender eine Sammlung von Pamphleten unter dem Titel „The History of the United States for 1796“, in der er ankündigte, Hamiltons Fehlverhalten aufzudecken. Am 25. August 1797 veröffentlichte Hamilton das so genannte „The Reynolds Pamphlet“, einen fast 100 Seiten umfassenden Bericht über seine Affäre mit Maria und das von ihrem Ehemann eingefädelte Erpressungsprogramm. Nach der Veröffentlichung des Pamphlets wurde Maria öffentlich geächtet. Sie zog mit ihrem zweiten Ehemann nach Großbritannien. Als sie Jahre später alleine nach Philadelphia zurückkehrte, verwendete sie den Namen Maria Clement. Es wurden bisher keine Belege über eine Scheidung von Clingman gefunden. Kurze Zeit später wurde sie die Haushälterin eines Dr. James.
Ein Kaufmann namens Peter Grotjan berichtete 1842, dass er Maria viele Jahre zuvor getroffen habe. Sie habe möglicherweise ein eigenes Pamphlet geschrieben, das ihre Sichtweise der Affäre mit Hamilton wiedergibt. Falls dieses Pamphlet wirklich existierte, wurde es zumindest nie veröffentlicht.
Im Jahr 1800 wurde ihre Tochter Susan auf Initiative des Kongressabgeordneten William Eustis, den Aaron Burr um Hilfe gebeten hatte, auf ein Internat in Boston geschickt.

## Späteres Leben
Im Jahr 1806 heiratete Maria Dr. Mathew, für den sie vorher als Haushälterin gearbeitet hatte. 1808 kam Susan Reynolds zu ihrer Mutter und verbrachte mehrere Jahre mit ihr in Philadelphia. Susan war mehrmals verheiratet.
Maria Reynolds, jetzt Mathew, wurde von ihrem Bekannten Peter Grotjan als „sehr liebenswürdig und gutaussehend“ beschrieben und wurde nach ihrer Ehe mit dem Arzt hoch angesehen. Sie wurde religiös und trat der Methodistischen Kirche bei. „Sie genoss...die Liebe und den guten Willen von allen, die sie kannte“. Sie starb am 25. März 1828.

## In der Popkultur
Maria wurde ursprünglich von der Schauspielerin June Collyer in dem Film Alexander Hamilton von 1931 dargestellt.  Maria Reynolds Charakter erschien außerdem 1986 in der Fernsehsendung George Washington II: The Forging of a Nation, in der sie von Lise Hilboldt gespielt wird.
Jasmine Cephas Jones spielt die Rolle der Maria in Hamilton, einem Broadway-Musical über das Leben von Alexander Hamilton aus dem Jahr 2015. Jones verkörperte die Rollen der Maria Reynolds und Margarita "Peggy" Schuyler Van Rensselaer in Hamilton am Off-Broadway und übernahm ihre Rollen auch bei der Aufführung am Broadway und in der Verfilmung im Jahr 2020.